# Turhenievka, Bahciîsarai
Turhenievka (în ucraineană Тургенєвка) este un sat în comuna Zaliznîcine din raionul Bahciîsarai, Republica Autonomă Crimeea, Ucraina.

## Demografie
Componența lingvistică a localității Turhenievka
     Rusă (58,01%)
     Tătară crimeeană (33,2%)
     Ucraineană (6,44%)
     Alte limbi (0,71%)
Conform recensământului din 2001, majoritatea populației localității Turhenievka era vorbitoare de rusă (58,01%), existând în minoritate și vorbitori de tătară crimeeană (33,2%) și ucraineană (6,44%).